# Platylabus theresae
Platylabus theresae är en stekelart som beskrevs av Maurice Pic 1914. Platylabus theresae ingår i släktet Platylabus och familjen brokparasitsteklar. Inga underarter finns listade i Catalogue of Life.